# Martinus J.G. Veltman
Martinus Justinus Godefriedus "Tini" Veltman (født 27. juni 1931, død 4. januar 2021) var en hollandsk teoretisk fysiker. Han modtog nobelprisen i fysik i 1999 med sin tidligere studerende Gerardus 't Hooft for deres arbejde på partikelfysik og særligt "for at belyse kvantumstrukturer i elektrosvage vekselvirkninger".